# Danica Simšič
Danica Simšič (Ljubljana, 22 februari 1955) is een Sloveense journaliste en politica. Ze was burgemeester van Ljubljana van 2002 tot 2006.

## Biografie
Ze begon haar carrière bij de nationale omroep van Slovenië als presentatrice en journaliste. Ze dankt haar mediabekendheid als nieuwsanker van TV Dnevnik tijdens de politieke kantelpunten in de late jaren '80 en vroege jaren '90. In 1992 stopte ze als journaliste en begon ze aan haar politieke carrière.
Tussen 1992 en 1996 was ze parlementslid voor de Democratische partij. In 1996 stapte ze uit de partij en sloot zich aan bij de Verenigde Lijst der Sociaaldemocraten (ZLSD). In 2002 kwam ze op als kandidaat van de ZLSD in de lokale verkiezingen in Ljubljana. Ze behaalde in de eerste ronde 23,9 procent van de stemmen en eindigde daarmee op de tweede plaats, achter zittend burgemeester Vika Potočnik, die 35,51 procent behaalde. De tweede ronde won Simšič met 55,46 procent. Een van haar punten was de bouw van een moskee in Ljubljana, een punt dat ze niet waarmaakte. De eerste moskee in Ljubljana kwam er pas in 2015.
In 2006 stelde ze zich opnieuw verkiesbaar, maar behaalde maar 7,70 procent en belandde zo op de derde plaats. Zoran Janković behaalde al in de eerste ronde de meerderheid van de stemmen.